# Brad Ziegler
Brad Gregory Ziegler, né le 10 octobre 1979 à Pratt (Kansas) aux États-Unis, est un ancien lanceur de relève droitier des Ligues majeures de baseball.

## Carrière
Brad Zielger est repêché le 4 juin 2002 par les Athletics d'Oakland, mais il refuse de signer afin de poursuivre ses études supérieures à la Missouri State University. Ziegler devient professionnel à l'issue de la draft du 3 juin 2003 où il est sélectionné par les Phillies de Philadelphie.

### Athletics d'Oakland

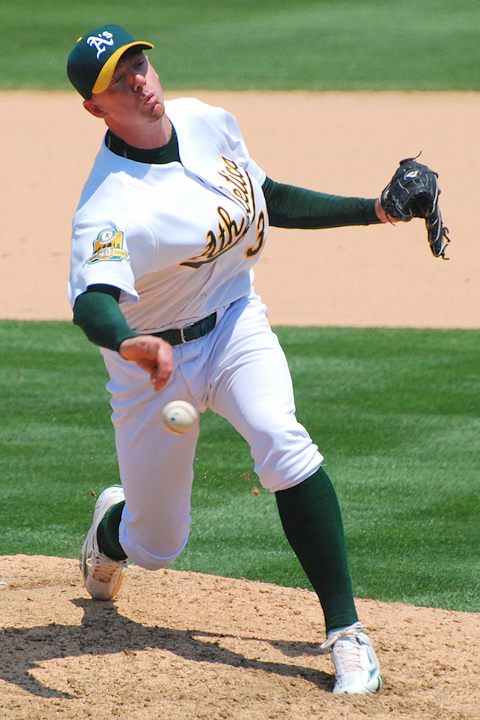
Brad Ziegler en 2008 avec les Athletics d'Oakland.

Encore joueur de Ligues mineures, il est libéré de son contrat chez les Phillies le 28 mars 2004 et s'engage comme agent libre le 16 juin 2004 avec les Athletics d'Oakland.
Il débute en Ligue majeure sous les couleurs des Athletics le 31 mai 2008. De cette première partie jusqu'au match du 14 août suivant, Ziegler réalise une série record de 39 manches consécutives sans accorder de point à l'adversaire pour commencer une carrière en Ligue majeure. Le 27 juillet, Ziegler abat l'ancienne marque de 25 manches détenue jusque-là par George McQuillan des Phillies de Philadelphie de 1907. Le 14 août, à sa seconde manche de travail dans le match, Ziegler accorde un double à B. J. Upton, permettant aux Rays de Tampa Bay de marquer un point à ses dépens et brisant sa séquence record. Le coup sûr réussi par Upton était aussi le premier coup de plus d'un but accordé par Ziegler. En plus d'être un record pour un début de carrière, les 39 manches sans point de Ziegler égalent la marque du baseball majeur pour les manches consécutives sans point par un lanceur de relève, à n'importe quel moment dans une carrière. Il la partage depuis avec Al Benton des Indians de Cleveland de 1949. Il rejoint aussi Christy Mathewson au deuxième rang de l'histoire pour les manches consécutives sans point par un lanceur recrue, partant ou releveur. Mathewson avait aussi atteint un total de 39 en 1901 avec les Giants de New York, alors que le record de 41 manches sans point par une recrue appartient toujours à Grover Cleveland Alexander des Phillies de Philadelphie de 1911. Il détient aussi le record de franchise des Athletics de 37 manches sans accorder de point, à n'importe quel moment dans une carrière, après avoir dépassé le 12 août les 37 manches sans point de Mike Torrez en 1976.
Ziegler est promu stoppeur le 8 août et enregistre 11 sauvetages lors de la fin de saison 2008.
Il termine l'année avec une moyenne de points mérités de 1,06 en 59 manches et deux tiers lancées et prend la huitième place du vote pour désigner la meilleure recrue de l'année en Ligue américaine.
Ziegler est sélectionné en équipe des États-Unis pour la Classique mondiale de baseball 2009. Il prend part à quatre rencontres, pour 3.1 manches lancées, aucun retrait sur des prises et une médiocre moyenne de points mérités de 8,10.

### Diamondbacks de l'Arizona
Le 31 juillet 2011, les Athletics échangent Ziegler aux Diamondbacks de l'Arizona pour le joueur de premier but Brandon Allen et le lanceur de relève Jordan Norberto. Il maintient sa moyenne à seulement 1,73 point mérité alloué par partie en 23 matchs chez les Diamondbacks en fin de saison. Il termine la saison 2011 avec trois gains, deux revers, un sauvetage et une moyenne de points mérités de 2,16 en 58 manches et un tiers lancées au total pour Oakland et Arizona. Il fait deux présences en séries éliminatoires dans la Série de divisions qui oppose les Diamondbacks aux Brewers de Milwaukee mais accorde quatre points mérités en à peine un tiers de manche au monticule.
En 2012, il maintient une brillante moyenne de points mérités de 2,49 en 68 manches et deux tiers au monticule à sa première saison complète en Arizona. Il remporte 6 victoires contre une seule défaite en 77 parties jouées.
En 2013, Ziegler hérite du rôle de stoppeur des Diamondbacks par défaut après que le lanceur de fin de match, J. J. Putz, ait été blessé, puis que Heath Bell et David Hernandez se soient montrés inefficaces. Ziegler réussit 13 sauvetages. Sa moyenne de points mérités n'est que de 2,22 en 73 manches. Ses 78 apparitions au monticule sont un sommet dans la Ligue nationale et seulement deux de moins que le meneur des majeures cette saison-là, Joel Peralta des Rays de Tampa Bay. Ziegler remporte de plus 8 victoires contre une seule défaite.
Stoppeur des Diamondbacks en 2015, Ziegler réalise 30 sauvetages et maintient une moyenne de points mérités de seulement 1,85 en 68 manches lancées lors de 66 matchs joués.
En 2016, Ziegler maintient une moyenne de points mérités de 2,82 en 38 manches et un tiers lancées pour Arizona et réalise 22 sauvetages avant un échange de mi-saison vers Boston.

### Red Sox de Boston
Le 9 juillet 2016, les Diamondbacks échangent Ziegler aux Red Sox de Boston contre deux joueurs de ligues mineures, le lanceur droitier José Almonte et le joueur de champ intérieur Luis Alejandro Basabe ; la transaction permet aux Red Sox d'acquérir un releveur compétent pendant que Craig Kimbrel est sur la liste des blessés pour plusieurs semaines. En 29 manches et deux tiers lancées pour Boston, Ziegler maintient une moyenne de points mérités d'à peine 1,52 et ajoute 4 sauvetages. Il abaisse ainsi sa moyenne à 2,25 en 68 manches lancées au total pour Arizona et Boston au cours de la saison 2016. Il lance ensuite deux tiers de manche sans accorder de point en éliminatoires. 

### Marlins de Miami
Le 23 décembre 2016, Brad Ziegler signe un contrat de 16 millions de dollars pour deux saisons avec les Marlins de Miami.

## Statistiques
| Saison | Équipe  | G   | GS | CG | SHO | V | D  | SV | IP    | SO  | ERA  |
| ------ | ------- | --- | -- | -- | --- | - | -- | -- | ----- | --- | ---- |
| 2008   | Oakland | 47  | 0  | 0  | 0   | 3 | 0  | 11 | 59.2  | 30  | 1,06 |
| 2009   | Oakland | 69  | 0  | 0  | 0   | 2 | 4  | 7  | 73.1  | 54  | 3,07 |
| 2010   | Oakland | 64  | 0  | 0  | 0   | 3 | 7  | 0  | 60.2  | 41  | 3,26 |
| Totaux | Totaux  | 180 | 0  | 0  | 0   | 8 | 11 | 18 | 193.2 | 125 | 2,51 |

Note : G = Matches joués ; GS = Matches comme lanceur partant ; CG = Matches complets ; SHO = Blanchissages ; 
V = Victoires ; D = Défaites ; SV = Sauvetages ; IP = Manches lancées ; SO = Retraits sur des prises ; ERA = Moyenne de points mérités.